# Arnold Vaatz

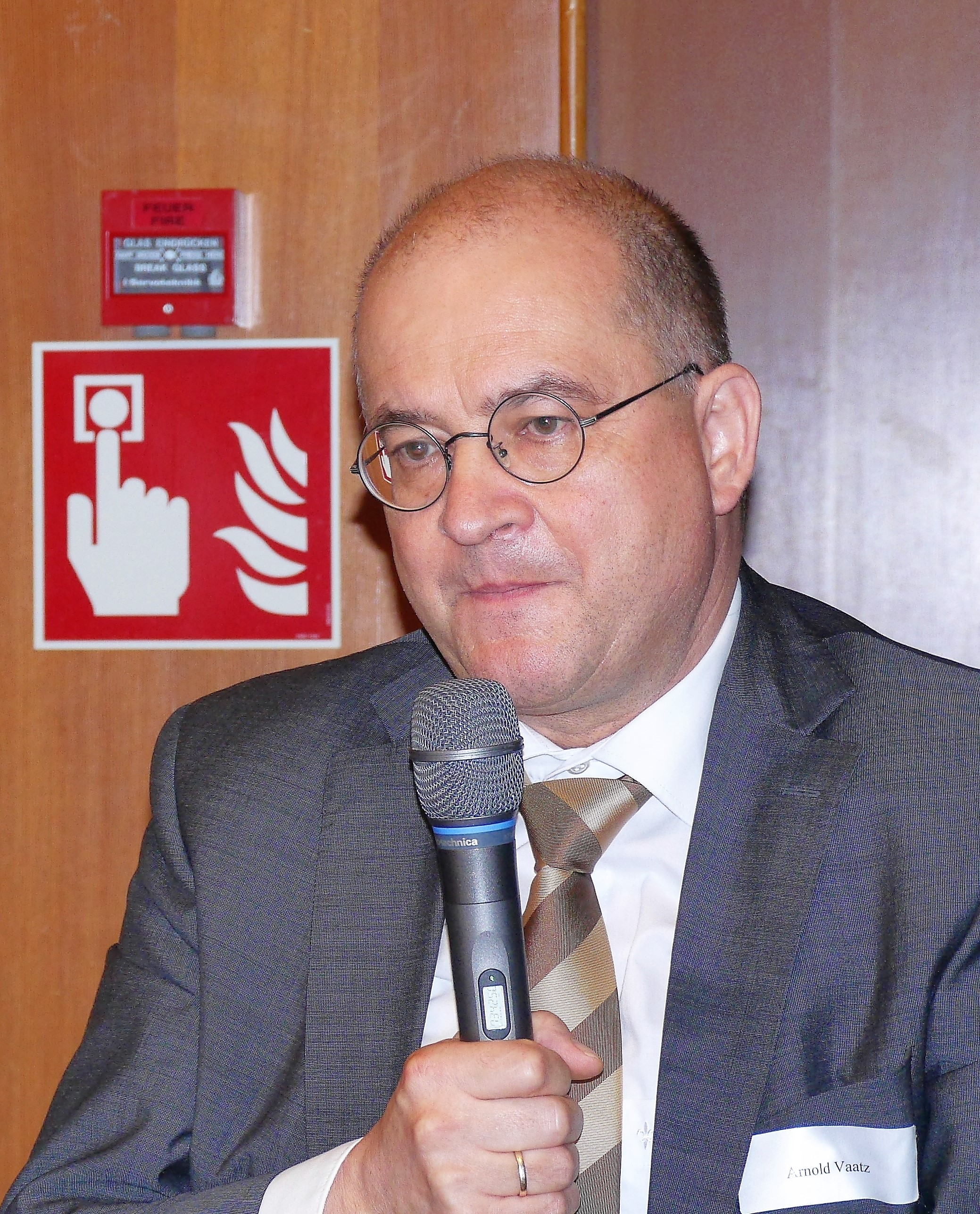
Arnold Vaatz in Dresden, 2016

Arnold Eugen Hugo Vaatz (* 9. August 1955 in Weida) ist ein deutscher Politiker (CDU), ehemaliger Bundestagsabgeordneter und ehemaliger DDR-Bürgerrechtler. Arnold Vaatz war von 2002 bis 2021 einer der stellvertretenden Vorsitzenden der CDU/CSU-Bundestagsfraktion. Von 1990 bis 1992 war er Staatsminister in der Sächsischen Staatskanzlei und von 1992 bis 1998 Sächsischer Staatsminister für Umwelt und Landesentwicklung.

## Leben
Nach dem Abitur 1974 an der Erweiterten Oberschule (EOS) in Greiz absolvierte Vaatz seinen 18-monatigen Grundwehrdienst in der NVA und begann 1976 ein Studium der Mathematik an der Technischen Universität Dresden, das er 1981 als Diplom-Mathematiker beendete. Später schloss er im Fernstudium das Fach Evangelische Theologie ab und erhielt die Befähigung zur freien Wortverkündigung. Nach seinem Mathematikstudium war er zunächst als wissenschaftlicher Mitarbeiter und ab 1987 als Gruppenleiter für Computertechnik beim VEB Komplette Chemieanlagen Dresden tätig. Ende 1982 wurde er wegen Reservewehrdienstverweigerung aufgrund der Einführung des Kriegsrechtes in Polen 1982 zu einer Freiheitsstrafe von sechs Monaten verurteilt, die er bis Mai 1983 in der Strafvollzugsanstalt Unterwellenborn verbüßte. Dort wurde er zur Zwangsarbeit im Stahlwerk Maxhütte (Unterwellenborn) verpflichtet.
Seit seinem 20. Lebensjahr wurde Vaatz von der Staatssicherheit überwacht, nachdem er sich dem Kreis um den Lyriker Reiner Kunze angeschlossen hatte. Ab Oktober 1989 arbeitete Vaatz in der Gruppe der 20 mit und war maßgeblich bei der Besetzung der Bezirksverwaltung Dresden des Ministeriums für Staatssicherheit (MfS) am 5. Dezember 1989 beteiligt. Zusammen mit Steffen Heitmann war Vaatz im Bürgerkomitee zur Auflösung der Bezirksverwaltung und der Kreisdienststelle Dresden des MfS tätig.
Mitte Juni 1990 wurde Vaatz als stellvertretender Regierungsbevollmächtigter für den Bezirk Dresden von der Regierung de Maizière eingesetzt. In dieser Funktion sowie als Vorsitzender des Koordinierungsausschusses zur Bildung des Landes Sachsen war er tonangebend bei der Wiedergründung des Freistaates Sachsen am 3. Oktober 1990.
Arnold Vaatz ist verheiratet und hat vier Kinder. Privat beschäftigt er sich mit Briefmarkenkunde. So wurde Vaatz im April 2015 zu einem Prüfer im Bund Philatelistischer Prüfer berufen. Sein Prüfgebiet ist Sachsen.

## Partei

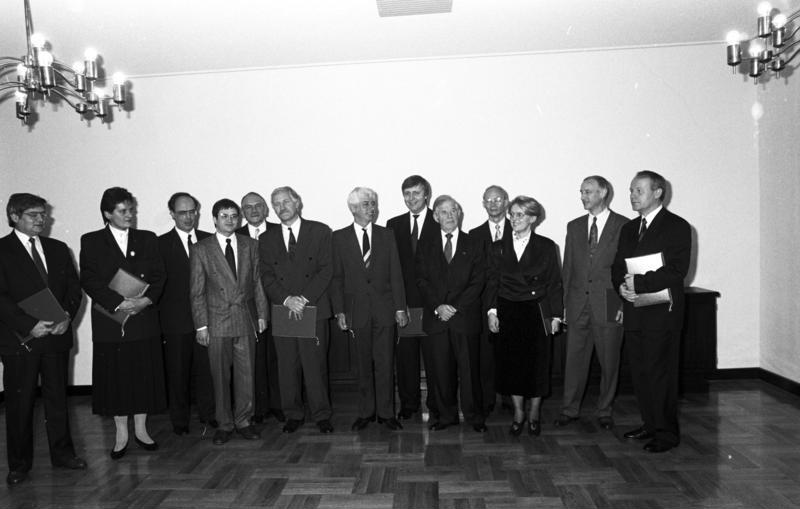
Kabinett Biedenkopf 1990; vierte Person von links: Arnold Vaatz

Im Oktober 1989 schloss sich Vaatz dem Neuen Forum an und wurde schließlich dessen Pressesprecher.
Im Februar 1990 trat er in die CDU ein. Ihm ist es maßgeblich zuzuschreiben, dass nicht Klaus Reichenbach von der CDU-Blockpartei erster Ministerpräsident Sachsens wurde, sondern Kurt Biedenkopf. Er war von 1993 bis 1995 Stellvertretender Landesvorsitzender der CDU Sachsen. Nachdem er sich 1995 beim Landesparteitag nicht als stellvertretender Vorsitzender hatte durchsetzen können, beschloss Vaatz einen Neuanfang auf Bundesebene. Von 1996 bis 2000 war er Mitglied im CDU-Bundesvorstand und von 1998 bis 2000 auch im Präsidium der CDU. Nachdem er im April 2000 bei der Wahl in das Bundespräsidium der CDU gescheitert war, forderte Vaatz Biedenkopf öffentlich auf, den Platz für einen Nachfolger als Ministerpräsident freizumachen, was auf erhebliche Kritik in der sächsischen Union stieß. Ab 2002 gehörte er erneut dem Bundesvorstand der CDU an, 2018 kandidierte er nicht mehr.

## Abgeordneter
Er war von 1990 bis 1998 Mitglied des Sächsischen Landtages.
Von 1998 bis 2021 war Vaatz Mitglied des Deutschen Bundestages. Hier wurde er im Oktober 2002 zum Stellvertretenden Vorsitzenden der CDU/CSU-Bundestagsfraktion für die Bereiche Aufbau Ost, Menschenrechte und wirtschaftliche Entwicklung gewählt.
Arnold Vaatz ist stets als direkt gewählter Abgeordneter des Wahlkreises Dresden II bzw. seit 2002 des Wahlkreises Dresden II – Meißen I in den Bundestag eingezogen. Bei der Bundestagswahl 2005 erreichte er hier 35,2 % der Erststimmen. Bei der Bundestagswahl 2009 gelang ihm im selben Wahlkreis wieder der Einzug in den Bundestag, ebenso 2013 und 2017. 2017 erhielt er 25,3 Prozent der Erststimmen vor Anka Willms von der AfD mit 21,9 Prozent.
Im 19. Deutschen Bundestag war Vaatz stellvertretendes Mitglied im Ausschuss für Bildung, Forschung und Technikfolgenabschätzung, im Petitionsausschuss, sowie im Vermittlungsausschuss.
Zur Bundestagswahl 2021 trat Vaatz nicht wieder an.

## Öffentliche Ämter
1990 wurde er als Staatsminister in der Sächsischen Staatskanzlei in die von Ministerpräsident Kurt Biedenkopf geführte Sächsische Staatsregierung berufen. Nach Darstellung des Spiegel war Biedenkopf mit Vaatz’ Art der Erneuerung der CDU-Landespartei nicht einverstanden, weswegen er – um Harmonie in der CDU Sachsen bemüht – den ehemaligen Bürgerrechtler nach nur einem Jahr aus der Staatskanzlei ins Umweltministerium versetzte, wo Vaatz bis 1998 Sächsischer Staatsminister für Umwelt und Landesentwicklung war.

## Positionen, Kontroversen und Kritik

### Dresdner Waldschlößchenbrücke
Im Streit um die Dresdner Waldschlößchenbrücke trat Vaatz als Verfechter für deren Bau ein und griff Kritiker zum Teil scharf an. Dies führte im Frühjahr 2007 zu entsprechenden Reaktionen und zu den Austritten des Intendanten der Dresdner Musikfestspiele, Hartmut Haenchen und des Präsidenten der sächsischen Akademie der Künste und Vorsitzenden des Welterbe-Kuratoriums, Ingo Zimmermann aus der CDU.

### Energiewende
Vaatz befürwortet auch nach dem Ausstiegsbeschluss der Regierung Merkel den Einsatz von Kernenergie. Erneuerbaren Energien und insbesondere Solarenergie steht er kritisch gegenüber. Im Juli 2012 nannte er die Energiewende ein „sinnloses Experiment“, das „kaum machbar und aus ökonomischen Gründen […] völlig unsinnig“ sei und von dem er nicht glaube, dass es realisiert werde. Dies ließ Bundeskanzlerin Merkel über ihren Regierungssprecher Seibert umgehend zurückweisen. „Der Atomausstieg ist beschlossen und unumkehrbar“, sagte Seibert der Presse.
Im Februar 2012 hatte er in einem Beitrag für EIKE, eine Organisation der deutschen Klimawandelleugnerszene, erklärt, die „energiepolitische Sackgasse“ Energiewende sei entstanden durch „erbarmungslose[n] Konformitätsdruck, der von einer postreligiösen Gesellschaft ausgeht, die ihren arbeitslos gewordenen religiösen Sensus ausleben will“. Dieser Konformitätsdruck habe „eine Gleichschaltung der Gesellschaft verursacht, die zwar mit den Formen von Gleichschaltung wie dies [sic!] aus der Geschichte der europäischen Diktaturen kennen, nicht identisch ist, jedoch ganz ähnliche Züge aufweist.“
Vaatz war bis Ende Dezember 2019 Mitglied im Kuratorium der Deutschen Wildtier Stiftung. Er trat aus Protest zurück, als sich die Stiftung am 19. Dezember 2019 von ihrem langjährigen Alleinvorstand Fritz Vahrenholt, „aufgrund unterschiedlicher Vorstellungen über die Positionierung der Stiftung in der aktuellen klimapolitischen Diskussion“ trennte. Vahrenholt, ein Leugner der menschengemachten globalen Erwärmung, hatte seine Ansichten im Namen der Stiftung verbreitet.

### Proteste während der COVID-19-Pandemie
2020 kritisierte Vaatz in einem Gastbeitrag für Tichys Einblick den Umgang der Berliner Politik und Polizei mit einer Demonstration während der COVID-19-Pandemie in Deutschland. Die Black-Lives-Matter-Proteste im Sommer seien „allgemein gelobt“ worden, die Kundgebung am 1. August 2020 jedoch „allgemein verflucht“ worden. Die Kleinrechnung der Teilnehmerzahlen der Demo vom 1. August durch die Berliner Polizei entspreche „in etwa dem Geschwätz von der ‚Zusammenrottung einiger weniger Rowdys‘, mit der die DDR-Medien anfangs die Demonstrationen im Herbst 1989 kleinrechneten“. Diese Äußerungen sorgten bei SPD und Grünen für Kritik und Rücktrittsforderungen an Vaatz. Focus Online bezeichnete sie als „krude Verschwörungstheorien“. Auch die Gewerkschaft der Polizei (GdP) widersprach Vaatz und bezeichnete seine Kommentare als „zutiefst unqualifiziert“. So würden „Verschwörungsfanatiker (…) unnötigen Aufwind“ erhalten. Die Deutsche Polizeigewerkschaft bezeichnete seinen Vergleich als „bösartig und niederträchtig“. Der Tagesspiegel bewertete Aussagen von Vaatz als falsch. Er erhielt vereinzelt Rückhalt durch Unions- und FDP-Politiker. So sagte Axel Fischer, wenn Vaatz als früherer Bürgerrechtler in der DDR sich so klar äußere, nehme er das sehr ernst. Offenbar habe Vaatz „in ein Wespennest gestochen“.

### Wladimir Putin
Hans-Hermann Tiedje kommentierte in der Neuen Zürcher Zeitung, dass Vaatz als einer der wenigen CDU-Politiker früh vor einer Bedrohung durch den russischen Präsidenten Wladimir Putin gewarnt habe, wie sie sich im Russischen Überfall auf die Ukraine 2022 manifestierte. Vaatz sei jedoch durch Angela Merkel und weitere Fraktionsangehörige nicht ernst genommen worden. Er konstatierte im Juni 2022, dass es Merkel gewesen sei, die die deutsche Energieversorgung und das deutsche Militär ruiniert und das Land gegen eine russische Aggression schutzlos zurückgelassen habe.

### Weiteres
Vaatz hielt es 2014 für fragwürdig, dass die AfD – damals noch unter Bernd Lucke – seiner Meinung nach „an den rechten Rand“ gerückt würde.
Zusammen mit Klaus Brähmig schrieb er bezüglich der 2017 vom Bundestag beschlossenen eherechtlichen Gleichstellung von Lesben und Schwulen: „Wir schämen uns fremd für den Umgang dieser Gesellschaft mit den Lebensauffassungen unserer Vorfahren, die sich nicht mehr verteidigen können.“
Aus Protest gegen seine Einladung als Festredner zur Feier des 30. Jahrestages der Wiedergründung Sachsens am 3. Oktober 2020 im Sächsischen Landtag haben die Fraktionen von Grünen, SPD und Linken nicht an der Veranstaltung teilgenommen. Der DDR-Bürgerrechtler Werner Schulz (Bündnis 90/Die Grünen) bezeichnete den Boykott als „höchst armselig und peinlich“.

## Weitere gesellschaftliche Aktivitäten
Vaatz war von 1997 bis 2002 Mitglied des Hörfunkrates des Deutschlandradios. Er ist Mitherausgeber von Civis mit Sonde und Gastautor bei der Achse des Guten. Außerdem gehörte er dem Präsidium des Studienzentrums Weikersheim an; im Juni 2007 kündigte Vaatz seine Mitgliedschaft im Studienzentrum.

## Auszeichnungen
Neben weiteren Bürgerrechtlern wurde Vaatz am 8. Oktober 1995 das Bundesverdienstkreuz 1. Klasse für seine Verdienste bei der Friedlichen Revolution in der DDR von Bundespräsident Roman Herzog verliehen. Im Jahr 1999 erhielt er den Eugen-Bolz-Preis. Am 13. Oktober 2009 erhielt er zum Anlass „20 Jahre Friedliche Revolution“ den Sächsischen Verdienstorden. Im September 2015 wurde er für seine Verdienste an der freiheitlich-demokratischen Entwicklung des Freistaates Sachsen mit der Konrad-Adenauer-Medaille geehrt. Am 3. Oktober 2018 erhielt er den Scheidegger Friedenspreis, mit dem Personen für ihre Verdienste um die friedliche Revolution in der DDR geehrt werden. Der Preis wird durch den Kurort Scheidegg im Allgäu verliehen.
Weiter besitzt er die Auszeichnung als Kommandeur der französischen Ehrenlegion.